# Karel Veselý (pěvec)

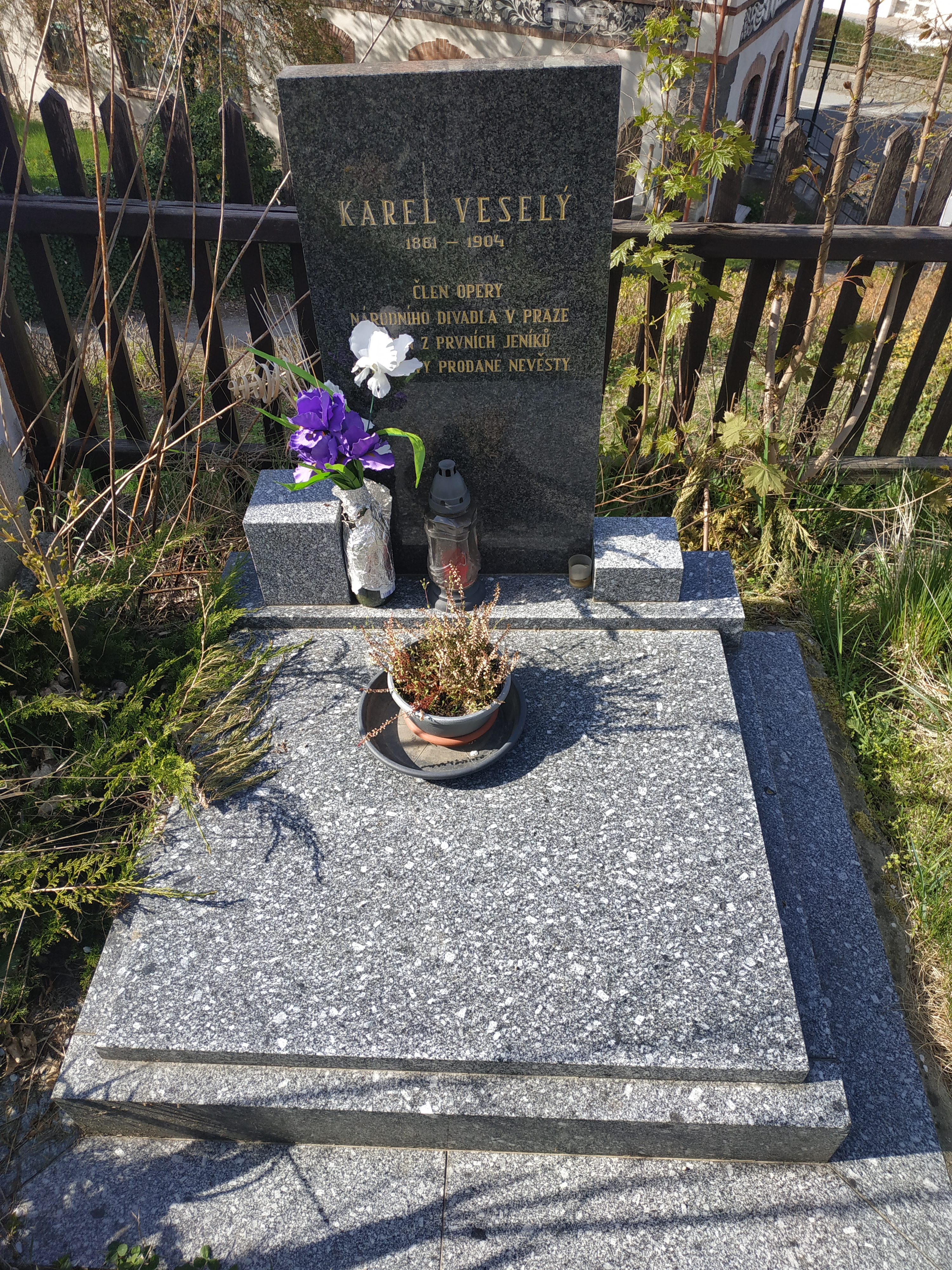
Hrob Karla Veselého na starém hřbitově v Týnci nad Sázavou

Karel Veselý, křtěný Karel Boromejský, Josef (19. prosince 1861 Praha – 1. září 1904 Týnec nad Sázavou ), byl český operní pěvec – tenorista.

## Život
Karel Veselý se narodil v Praze na Novém Městě v rodině obuvníka Vojtěcha Veselého a jeho ženy Josefy rodem Dobešové ze Spomyšle. Vyučil se rukavičkářem a již jako učeň navštěvoval „Teatro salone italiáni“ na Královských vinohradech, kde půjčoval divadelní kukátka. Sám obstojně zpíval a během představení, která sledoval v něm uzrála myšlenka, aby také sám mohl vystupovat.
Zprvu se učil u Františka Pivody, v roce 1883 studia dokončil a už tehdy sklízel první úspěchy na absolventském koncertu, které Pivodova škola měla. Následně přijal své první angažmá u divadelní společnosti F. Pokorného, s níž v letech 1883–1884 vystupoval v Plzni a poté pokračoval v letech 1885–1886 u téže divadelní společnosti v divadle v Brně. V únoru roku 1886 si přijel do Brna poslechnout Karla Veselého tehdejší ředitel pražského Národního divadla František Adolf Šubert a dirigent M. Anger. Brněnské divadlo však nemělo za Veselého náhradu a tak zpíval v Národním zprvu na zkoušku jako Manrico ve Verdiho Trubadúru. V únoru roku 1887 byl Karel Veselý angažován do Národního divadla a členem Opery ND byl do května 1903.
V říjnu roku 1890 uzavřel sňatek z Aloisií Slotzovou. S Jeníkem z Prodané nevěsty slavil úspěch i ve Vídni, poněkud odvrácenou stranou pěveckých úspěchů byl však jeho bohémský způsob života. To se později projevilo na jeho zdraví, neboť od roku 1901 měl zdravotní problémy, trpěl patrně glykosurii, pravděpodobně náběh na cukrovku, s níž se léčil v Karlových Varech.
V roce 1902 se u něj projevila choroba hlasu a rok nato u něj byla zjištěna tuberkulóza. Nakonec byl dán do penze a uchýlil se do ústraní, téměř všemi zapomenut. Azyl nalezl v Týnci nad Sázavou u hajného Hromádky, který bydlel v nedaleké hájence Taranka a tam tak říkajíc dožil poslední svůj rok života, než 1. září 1904 zemřel. Pohřben byl na místním hřbitově.
Karel Veselý byl jedním z prvních představitelů Jeníka v opeře Prodaná nevěsta.